# کنارگذر شمال شرقی شیراز
کنارگذر شمال شرقی یکی از کنارگذر های درحال ساخت شیراز در راستای شمال شرقی شهر در جهت تکمیل بزرگراه امام خمینی (کمربندی) در حال ساخت میباشد.این کنارگذر به طول ۳۶ کیلومتر در چهار قطعه در حال ساخت است که تا به حال ۱۳ کیلومتر آن افتتاح شده است و بقیه آن درحال ساخت است .این کنارگذر از پل زیباشهر در انتهای کمربندی (کمربندی رکن آباد)شروع و پس از گذر از نزدیکی شهرک سعدی و کوه های شرقی شیراز و کفترک و گذر از نزدیکی دریاچه مهارلو به پل فسا و بزرگراه خلیج فارس می رسد. این بزرگراه دوباره از سمت جنوب شرقی شیراز به بزرگراه امام خمینی متصل میشود.
این کنارگذر به منظور  کاهش بار ترافیک در بزرگراه سرداران و بلوار هفت تنان و بزرگراه کمربندی در حال ساخت است همچنین با تکمیل کنارگذر شمال شرق علاوه بر کاهش ترافیک درون شهر شیراز ، سفر از بندرعباس و جنوب کشور به استان اصفهان و پایتخت تسهیل خواهد شد.

## زمان بهره برداری از پروژه
متاسفانه این پروژه ۱۰ سال در حال ساخت است و هنوز به بهره برداری کامل نرسیده است.